# Berberodes fasciata
Berberodes fasciata là một loài bướm đêm trong họ Geometridae.